# Betton (Anglia)
Betton – wieś w Anglii, w hrabstwie Shropshire. Leży 31 km na północny wschód od miasta Shrewsbury i 224 km na północny zachód od Londynu.